# Bromelia interior
Bromelia interior är en gräsväxtart som beskrevs av Lyman Bradford Smith. Bromelia interior ingår i släktet Bromelia och familjen Bromeliaceae. Inga underarter finns listade i Catalogue of Life.